# Коста Богацевски
Коста Щерев Богацевски е български офицер, генерал-майор.

## Биография
Роден е на 25 септември 1948 г. в София. Завършва право. От 10 април 1990 г. е заместник-началник на Главното следствено управление с чин майор от Държавна сигурност. Работи по разследването на убийството на писателя Георги Марков. От 8 ноември 1991 г. е заместник-директор на Главното следствено управление. Между 27 септември и 6 декември 1991 г. е член на Висшия съдебен съвет. В периода 22 януари 1993 – 28 октомври 1994 г. е главен секретар на МВР. Част е от предложения от Румен Петков Обществен съвет към МВР.